# Petite mer de Gâvres
Pour l’article homonyme, voir Gâvres.
 (mai 2014).
Si vous disposez d'ouvrages ou d'articles de référence ou si vous connaissez des sites web de qualité traitant du thème abordé ici, merci de compléter l'article en donnant les références utiles à sa vérifiabilité et en les liant à la section « Notes et références ».
La petite mer de Gâvres est une lagune communiquant avec la rade de Lorient, située dans le Morbihan, en France.

## Géographie
La petite mer de Gâvres est un marais maritime d'une longueur de 5 km et d'une largeur de 1 km. Elle forme un bassin longitudinal d'orientation est-ouest de 566 hectares (5,66 km2) qui se remplit et se vide entièrement ou presque à chaque marée grâce à une ouverture de 300 m située à son extrémité ouest. Elle est caractérisée par des altitudes faibles oscillant entre 0 et 10 m sur tout son pourtour. Deux pointes littorales intérieures situées de part et d'autre du bassin, Les Salles et Kersahu, individualisent naturellement deux ensembles distincts : la baie de Locmalo à l'ouest, qui forme un immense étier, et le fond de la petite mer à l'est. Seul un chenal peu profond est constamment immergé par les eaux. 
Découvert à marée basse, ce marais ne devient réellement mer qu'à marée haute, lorsque les eaux submergent l'ensemble de la cuvette.

### Communes limitrophes
La petite mer borde les communes de Port-Louis et Riantec, au nord ; Plouhinec, à l'est ; et Gâvres, au sud.
| Port-Louis      | Riantec                 | Plouhinec |
| Rade de Lorient | la petite mer de Gâvres | Plouhinec |
| Gâvres          | Gâvres                  | Plouhinec |

### Formation
L'existence de ce marais maritime est intimement liée à la présence d'un cordon dunaire appelé tombolo qui relie le continent au promontoire rocheux de Gâvres (ce promontoire était à l'origine une île) et qui individualise par la même occasion cette petite mer intérieure. Ce tombolo fait partie intégrante d'un cordon dunaire plus long qui s'est formé lors de la dernière transgression flandrienne, le massif dunaire de Gâvres-Quiberon.
Les estuaires des minuscules fleuves côtiers que sont les ruisseaux de Kerdurand et de Riantec sont démesurés par rapport à l'importance actuelle de ces cours d'eau presque à sec en été.

### Accès
La zone de la petite mer est accessible par les routes départementales RD781 (vers Port-Louis) et RD158 (vers Gâvres). Cette dernière est bâtie directement sur le tombolo.

### Îles

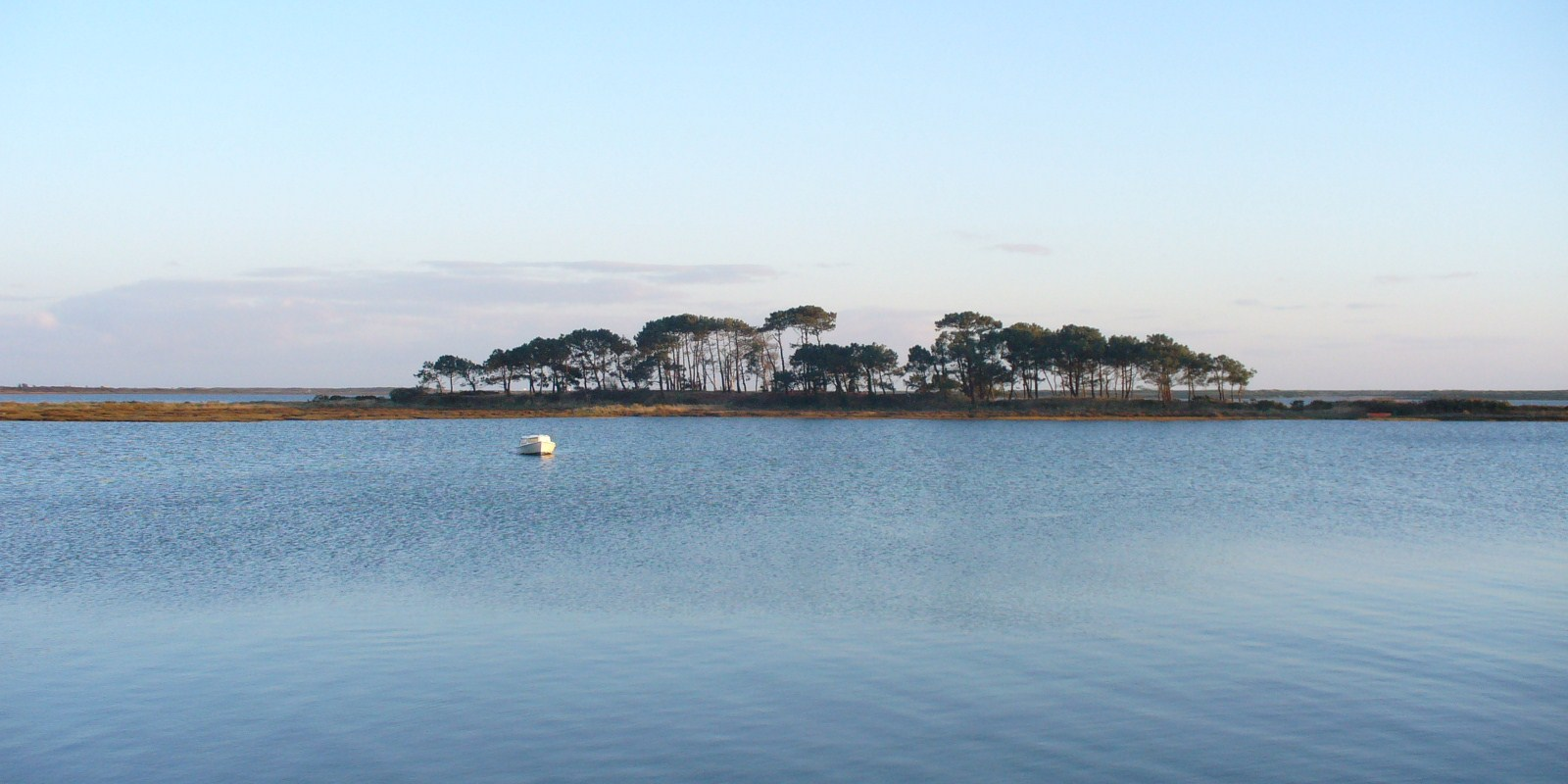
L'île aux Pins.

La petite mer de Gâvres compte deux îles d'estran, toutes deux administrativement localisées sur la commune de Riantec : l'île de Kerners et l'île aux Pins, rattachées au continent par des prés salés et des vasières. La deuxième est accessible à marée basse, tandis que la première est reliée par voie routière au quartier de Kerner, en Riantec.

### Histoire

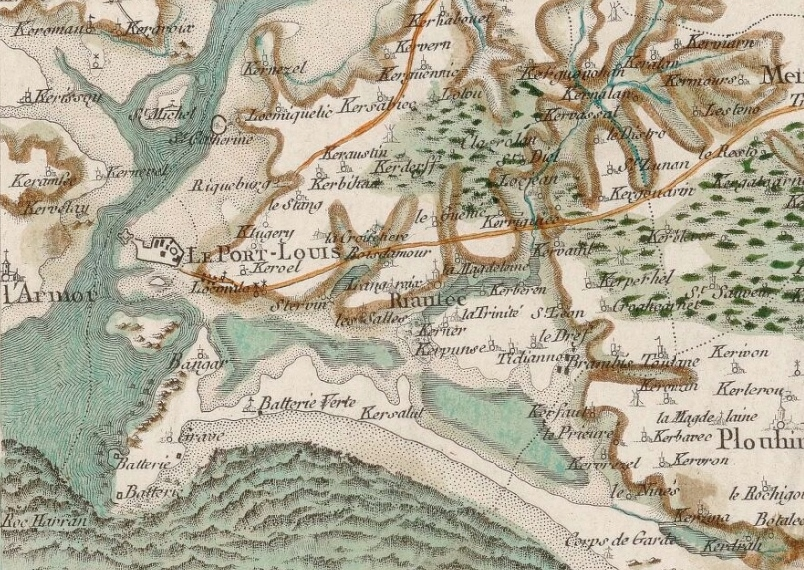
Carte de Cassini de la Petite mer de Gâvres et des paroisses avoisinantes (1789).

## Écologie
En octobre 2018, une zone de protection de biotope est créée pour protéger le biotope propre au fond de la petite mer.
Espèces présentes :
- Mammifères : 
  - Ragondin
  - Marsouin
- Flore :
  - Herbiers de Zostera noltii
  - Limonium ovalifolium
  - Triglochin barrelieri

Carte géologique de la Petite mer de Gâvres dans le Massif armoricain.

- Oiseaux migrateurs. Au total, sur les 53 espèces d’oiseaux recensées sur le site Natura 2000 Gâvres/Quiberon, une trentaine d'espèces fréquentent tout ou partie de l'année ce marais qui est reconnu zone d’importance internationale  pour trois espèces : la Bernache cravant, le Grand gravelot et le bécasseau sanderling (Calidris alba). Il représente, en outre, une zone d’importance nationale pour sept espèces[5] :
  - Tadorne de Belon
  - Huîtrier pie
  - Pluvier argenté
  - Tournepierre à collier
  - Bécasseau variable
  - Courlis cendré
  - Chevalier gambette
  - Barge rousse

## Activités
Du fait du cycle des marées sur le territoire, la petite mer de Gâvres est une zone traditionnelle de pêche à pied pour les palourdes et les coques.
Quelques fermes ostréicoles sont également à signaler.
L'île de Kerners abrite un musée consacré à l'environnement naturel et à l'histoire de la petite mer

### Articles  connexes
- Gâvres
- Liste des zones naturelles d'intérêt écologique, faunistique et floristique du Morbihan
- Liste des sites classés du Morbihan